# 흰목딱새

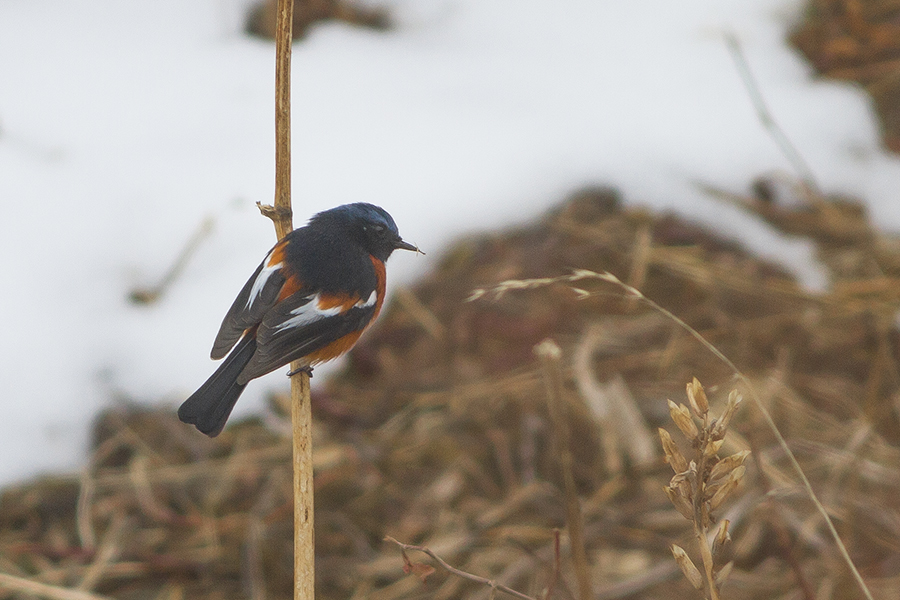

흰목딱새는 딱새과의 새이다. 흰목딱새의 몸무게는 8.1g이고 날개 길이는 80.6mm이다. 부리 길이는 14.3mm이고 너비는 3.1mm이다. 부리 굵기는 3.3mm, 발목 중족골 길이는 22.2mm, 꼬리 길이는 73.6mm이다. 키가 큰 나무로 이루어진 울창한 숲에 서식하는 새로 잡식성이며 육상 무척추동물을 먹는다.